# Sisal Moquettes Piacenza Associazione Calcio Femminile 1975
Questa voce raccoglie le informazioni riguardanti il Sisal Moquettes Piacenza Associazione Calcio Femminile nelle competizioni ufficiali della stagione 1975.

## Rosa
| N. |                   | Ruolo | Calciatrice      |
| -- | ----------------- | ----- | ---------------- |
| 5  | Italia (bandiera) | C     | Paola Araldi     |
| 6  | Italia (bandiera) | C     | Rosanna Azzola   |
| 12 | Italia (bandiera) | P     | Miriam Baggio    |
| 10 | Italia (bandiera) | A     | Stefania Bandini |
| 8  | Italia (bandiera) | A     | Chiara Boschini  |
| 9  | Italia (bandiera) | A     | Aureliana Croce  |
| 6  | Italia (bandiera) | D     | Rosa Cunzolo     |
| 11 | Italia (bandiera) | A     | Mara Faroni      |

| N. |                   | Ruolo | Calciatrice              |
| -- | ----------------- | ----- | ------------------------ |
| 2  | Italia (bandiera) | D     | Santa Lazzari            |
| 6  | Italia (bandiera) | C     | Emanuela Marchionni      |
| 1  | Italia (bandiera) | A     | Gabriella Olivetti       |
| 1  | Svezia (bandiera) | P     | Lena Olovsson            |
| 2  | Italia (bandiera) | D     | Adele Platti             |
| 3  | Italia (bandiera) | D     | Maria Antonietta Riboldi |
| 7  | Italia (bandiera) | C     | Gabriella Scotton        |
| 4  | Italia (bandiera) | C     | Ines Torreggiani         |

## Arrivi e partenze
| Acquisti | Acquisti           | Acquisti            | Acquisti   |
| -------- | ------------------ | ------------------- | ---------- |
| C        | Paola Araldi       | Grazioli Giocattoli | prestito   |
| D        | Rosa Cunzolo       | ACF Milan           | prestito   |
| A        | Mara Faroni        | ACF Milan           | prestito   |
| P        | Gabriella Olivetti | Grazioli Giocattoli | definitivo |
| D        | Adele Platti       |                     | definitivo |
| C        | Gabriella Scotton  | Gorgonzola          | definitivo |

| Cessioni | Cessioni              | Cessioni               | Cessioni   |
| -------- | --------------------- | ---------------------- | ---------- |
| ?        | Mirella Angeletti     | Euroitalica            | svincolata |
| ?        | Annunziata Belloni    | Aurora Inter Club      | definitivo |
| ?        | Graziella Bertolo     | Alta Italia Cuneo      | definitivo |
| ?        | Simonetta Cavanna     | Aurora Inter Club      | prestito   |
| ?        | Maria Teresa Galluzzi | Gorgonzola             | svincolata |
| ?        | Carla Gazzola         | ???                    | svincolata |
| ?        | Maria Grazia Gerwien  | U.S. Sampierdarenese   | definitivo |
| ?        | Tina Santa Lazzari    | Ziveri & Cavalli Parma | definitivo |
| ?        | Bruna Pantano         | Gorgonzola             | definitivo |

## Risultati

### Serie A

#### Girone d'andata
| Arbitro: | Beretta (Como) |

|            |           |             |
| Faroni 71’ | Marcatori | 17’ Amancio |

| Valdobbiadene 13 aprile 1975 2ª giornata    | Valdobbiadene | 1 – 0 | Sisal Moq. Piacenza | Stadio Comunale |
| \| \| \| \| \| Morson 8’ \| Marcatori \| \| |               |       |                     |                 |
|                                             |               |       |                     |                 |
| Morson 8’                                   | Marcatori     |       |                     |                 |

| Arbitro: | Fumarola (Alessandria) |

|  |           |              |
|  | Marcatori | 33’ Ballotta |

| Sant'Angelo Lodigiano 27 aprile 1975 4ª giornata | Inter Leone Sport | 0 – 2 | Sisal Moq. Piacenza | Campo Sportivo Comunale |
| \| \| \| \| \| \| Marcatori \| ?, ? \|           |                   |       |                     |                         |
|                                                  |                   |       |                     |                         |
|                                                  | Marcatori         | ?, ?  |                     |                         |

| Arbitro: | Ulivelli (Firenze) |

|                  |           |  |
| Scotton 55’, 60’ | Marcatori |  |

| Orvieto 11 maggio 1975 6ª giornata                     | Valigi Perugia | 0 – 2                | Sisal Moq. Piacenza | Campo Sportivo Comunale |
| \| \| \| \| \| \| Marcatori \| 10’ Faroni 15’ Croce \| |                |                      |                     |                         |
|                                                        |                |                      |                     |                         |
|                                                        | Marcatori      | 10’ Faroni 15’ Croce |                     |                         |

| Arbitro: | Morini (Torino) |

|             |           |             |
| Manzoni 49’ | Marcatori | 13’ Scotton |

| Arbitro: | Lumini (Roma) |

|           |           |  |
| Croce 31’ | Marcatori |  |

| Arbitro: | Barra (Potenza) |

|                                  |           |  |
| T.Meles 8’, 57’ Sossella 8’, 77’ | Marcatori |  |

| Arbitro: | Beretta (Como) |

|                                         |           |             |
| Torreggiani 19’ Bandini 47’ Scotton 74’ | Marcatori | 21’ Mammina |

| Orzinuovi 22 giugno 1975 11ª giornata | Tepa Sport Brescia | 0 – 0 | Sisal Moq. Piacenza |  |

#### Girone di ritorno
| Arbitro: | Lumini (Roma) |

|                              |           |  |
| Babetto 17’ Amancio 75’, 78’ | Marcatori |  |

| Arbitro: | Beretta (Como) |

|             |           |          |
| Bandini 47’ | Marcatori | 63’ Avon |

| Arbitro: | Andreani (Milano) |

|              |           |              |
| Matteucci 4’ | Marcatori | 55’ Olivetti |

| Arbitro: | Ulivelli (Firenze) |

|                      |           |  |
| Scotton 6’ Croce 25’ | Marcatori |  |